# Chimaeridae

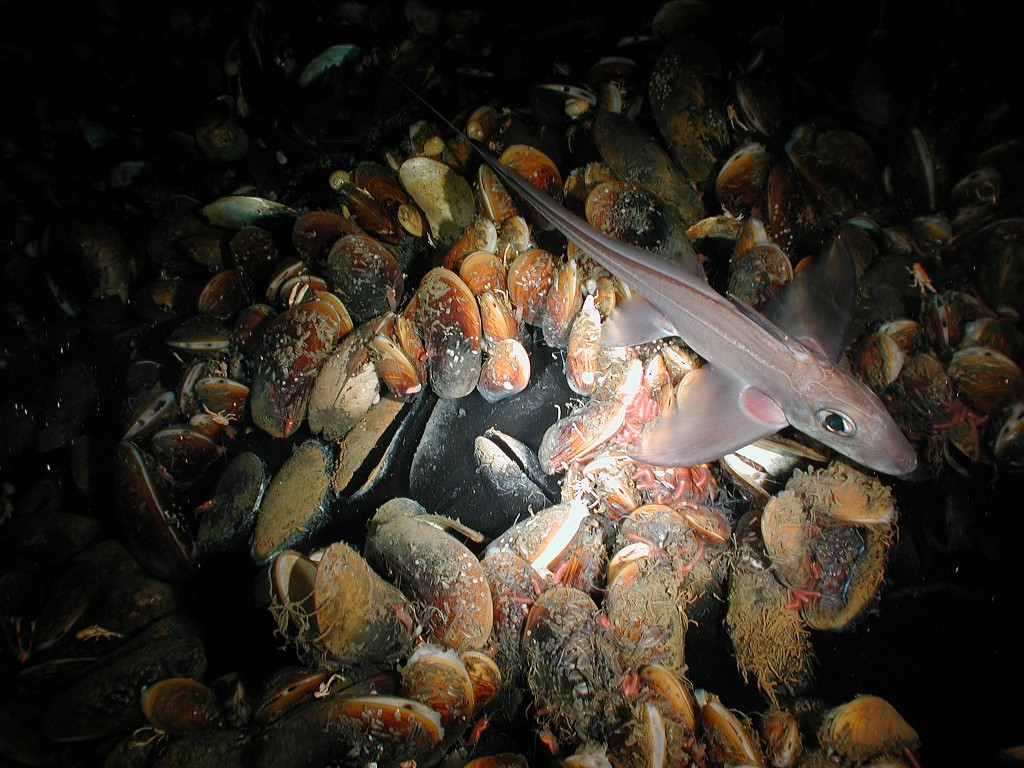
Un quimérido en su hábitat.

Los quiméridos (Chimaeridae) son una familia de holocéfalos del orden Chimaeriformes. Se encuentran en aguas marinas templadas y cálidas de todo el mundo. La mayoría de las especies están restringidas a profundidades superiores a los 200 m, con la notable excepción de Hydrolagus colliei que puede hallarse en aguas más superficiales.
Se diferencian de otros miembros del orden por presentar el morro corto y redondeado, sin las modificaciones que se observan en otras familias. Muchas especies tienen la cola larga y delgada por eso se conocen también con el nombre de peces rata. Tienen una espina venenosa en la aleta dorsal que puede ser peligrosa para los humanos. Miden entre 40 y 150 cm de longitud, según las especies.

## Especies
La familia Chimaeridae incluye 39 especies actuales, repartidas en dos géneros:
- Género Chimaera Linnaeus, 1758
  - Chimaera argiloba Last, W. T. White & Pogonoski, 2008 (quimera de aletas blancas)
  - Chimaera bahamaensis Kemper, Ebert, Didier & Compagno, 2010 (quimera de las Bahamas)
  - Chimaera cubana Howell-Rivero, 1936 (quimera cubana)
  - Chimaera fulva Didier, Last & W. T. White, 2008 (quimera meridional)
  - Chimaera jordani S. Tanaka (I), 1905 (quimera  de Jordan)
  - Chimaera lignaria Didier, 2002 (quimera de Carpenter)
  - Chimaera macrospina Didier, Last & W. T. White, 2008 (quimera  de espina larga)
  - Chimaera monstrosa Linnaeus, 1758 (quimera común o gato)
  - Chimaera notafricana Kemper, Ebert, Compagno & Didier, 2010 (quimera del Cabo)
  - Chimaera obscura Didier, Last & W. T. White, 2008 (quimera de espina corta)
  - Chimaera opalescens Luchetti, Iglésias & Sellos, 2011 (quimera opalescente)
  - Chimaera owstoni S. Tanaka (I), 1905 (quimera de Owston)
  - Chimaera panthera Didier, 1998 (quimera leopardo)
  - Chimaera phantasma D. S. Jordan & Snyder, 1900 (quimera plateada)

- Genus Hydrolagus Gill, 1863
  - Hydrolagus affinis (Brito Capello, 1868) (quimera de ojos pequeños)
  - Hydrolagus africanus (Gilchrist, 1922) (quimera africana)
  - Hydrolagus alberti Bigelow & Schroeder, 1951 (quimera del Golfo)
  - Hydrolagus alphus Quaranta, Didier, Long & Ebert, 2006
  - Hydrolagus barbouri (Garman, 1908)  (quimera de nueve manchas)
  - Hydrolagus bemisi Didier, 2002 (quimera pálida)
  - Hydrolagus colliei (Lay & E. T. Bennett, 1839) (quimera moteada)
  - Hydrolagus deani (H. M. Smith & Radcliffe, 1912) (quimera de Filipinas)
  - Hydrolagus eidolon (D. S. Jordan & C. L. Hubbs, 1925)
  - Hydrolagus homonycteris Didier, 2008 (quimera negra)
  - Hydrolagus lemures (Whitley, 1939) (quimera de ensenada)
  - Hydrolagus lusitanicus T. Moura, I. M. R. Figueiredo, Bordalo-Machado, C. Almeida & Gordo, 2005 (quimera portuguesa)
  - Hydrolagus macrophthalmus F. de Buen, 1959 (quimera de ojos grandes)
  - Hydrolagus marmoratus Didier, 2008 (quimera jaspeada)
  - Hydrolagus matallanasi Soto & Vooren, 2004 (quimera rayada)
  - Hydrolagus mccoskeri L. A. K. Barnett, Didier, Long & Ebert, 2006 (quimera de las Galápagos)
  - Hydrolagus melanophasma K. C. James, Ebert, Long & Didier, 2009 (quimera negra del Pacífico oriental)
  - Hydrolagus mirabilis (Collett, 1904) (quimera de ojos grandes)
  - Hydrolagus mitsukurii (D. S. Jordan & Snyder, 1904) (quimera fantasma)
  - Hydrolagus novaezealandiae (Fowler, 1911) (quimera fantasma oscura)
  - Hydrolagus ogilbyi (Waite, 1898) (quimera fantasma de Ogilby)
  - Hydrolagus pallidus Hardy & Stehmann, 1990 (quimera pálida)
  - Hydrolagus purpurescens (C. H. Gilbert, 1905) (quimera púrpura)
  - Hydrolagus trolli Didier & Séret, 2002 (quimera azul de nariz puntiaguda)
  - Hydrolagus waitei Fowler, 1907